# Kahlenberg (Rohrbach)
Der Kahlenberg ist eine 372 m ü. NHN hohe Anhöhe im Sankt Ingbert-Kirkeler Waldgebiet in der Gemarkung der Stadt St. Ingbert im saarländischen Saarpfalz-Kreis.
Der bewaldete Kahlenberg liegt zwischen der Kernstadt von St. Ingbert im Nordwesten, den Stadtteilen Rohrbach im Nordosten und Hassel im Süden. Nördlich des Bergs entspringt der nordöstliche Saar-Zufluss Rohrbach und etwas südlich der Stockweiherbach. Entlang seiner Nordflanke verläuft die Bundesautobahn 6 mit der an der Landesstraße 111 gelegenen Anschlussstelle St. Ingbert-Mitte. Auf dem Berg befinden sich seit 1957 eine Wanderhütte des Pfälzerwald-Vereins (PWV) Ortsgruppe Rohrbach, ein Bergkreuz und – auf seiner Ostflanke – die Kahlenbergbahn, ein mittlerweile stillgelegter Sessellift.
Mountainbiker finden auf dem Kahlenberg eine Reihe von Singletrails. Ein Abschnitt der 50 km langen Mountainbike-Strecke „Die Pur“ mit dem Untertitel „Rund um St. Ingbert“ führt über den Berg.
Über den Kahlenberg führt eine Schleife des St. Ingberter Hüttenweges.
Auf dem Kahlenberg befinden sich einige ehemalige Steinbrüche (Buntsandstein), aus denen Material u. a. für die katholische Kirche in Hassel gewonnen wurde.

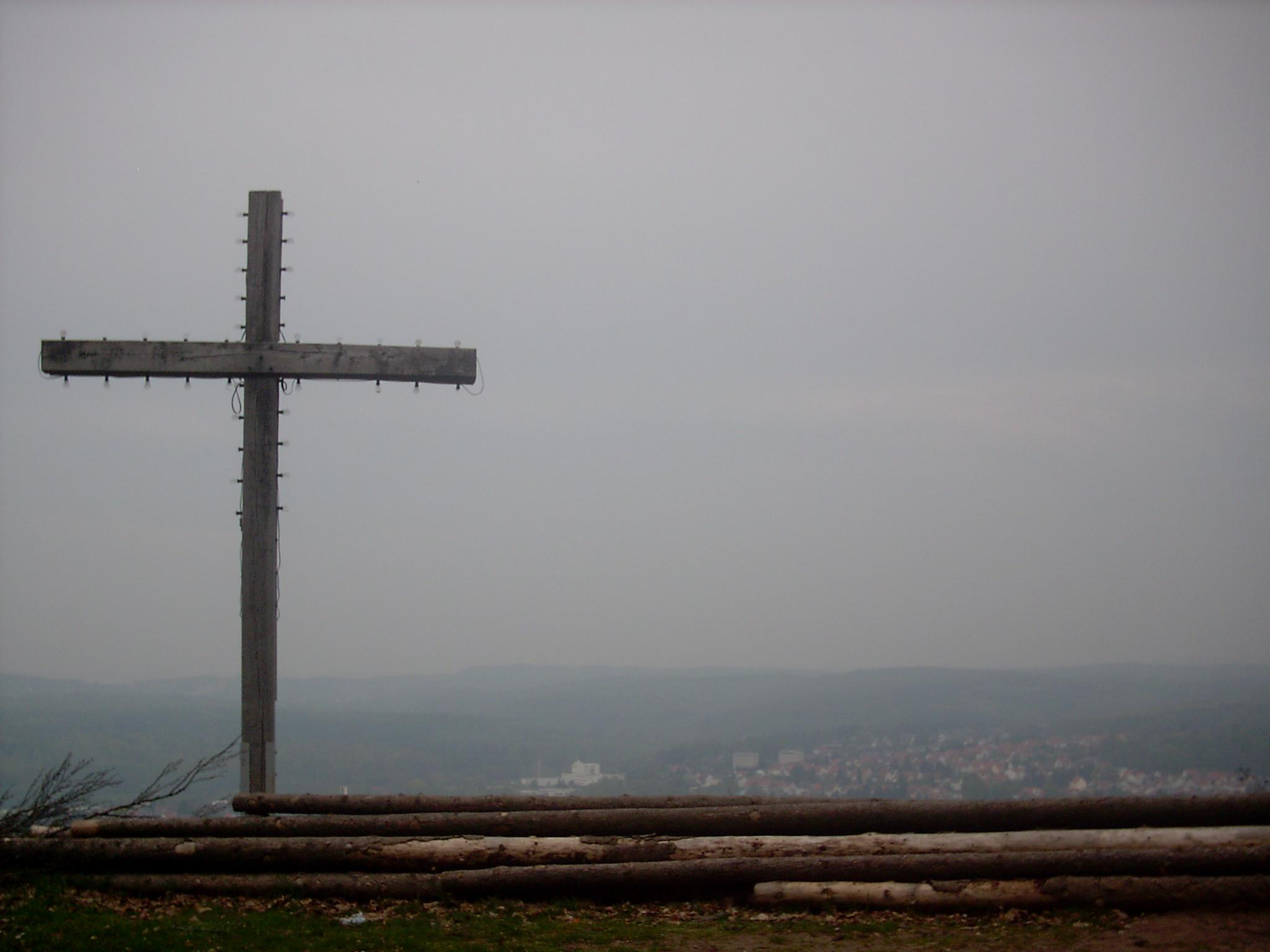
Kreuz unterhalb der PWV-Wanderhütte
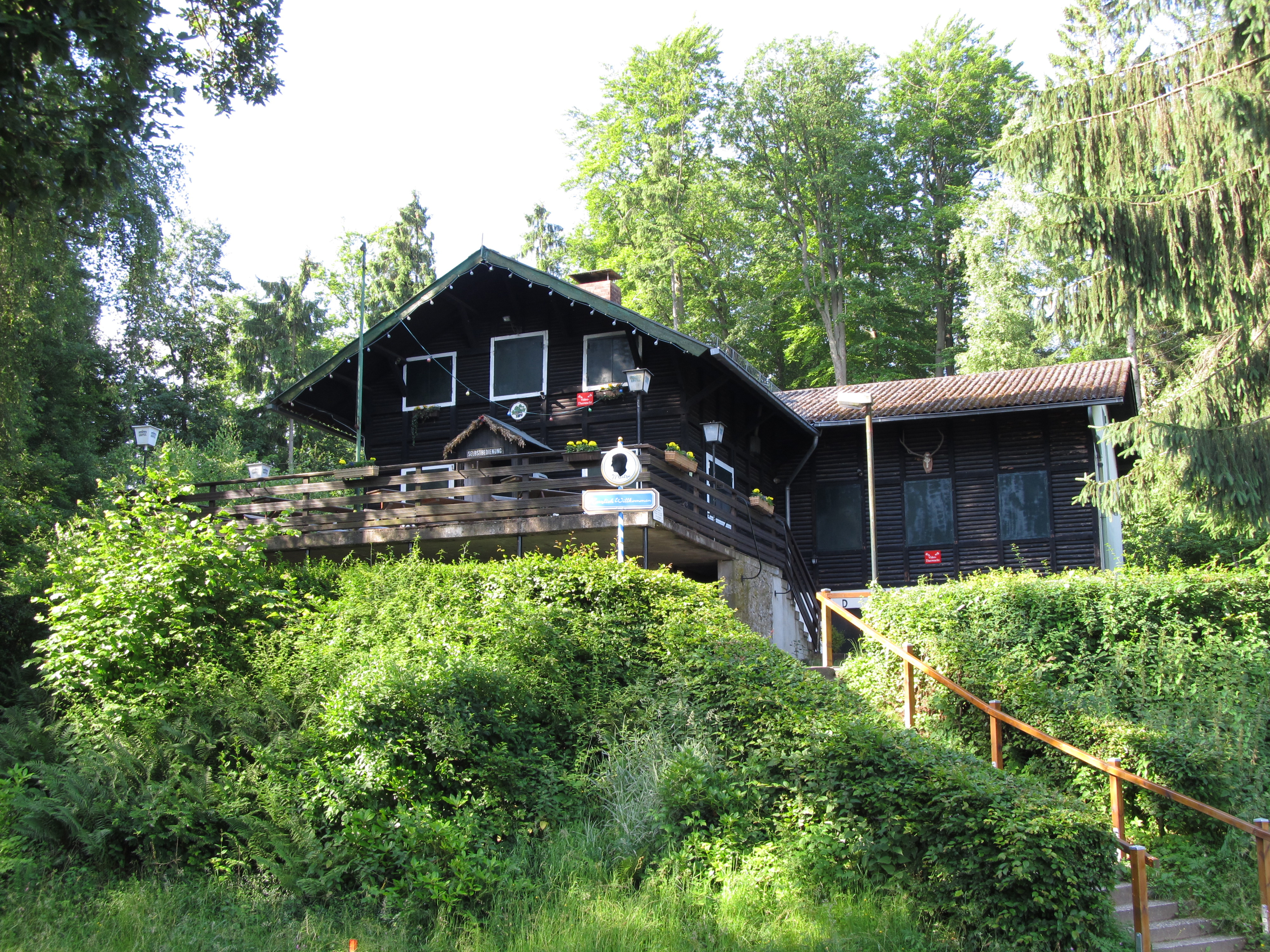
Die Kahlenberghütte (PWV-Wanderhütte)
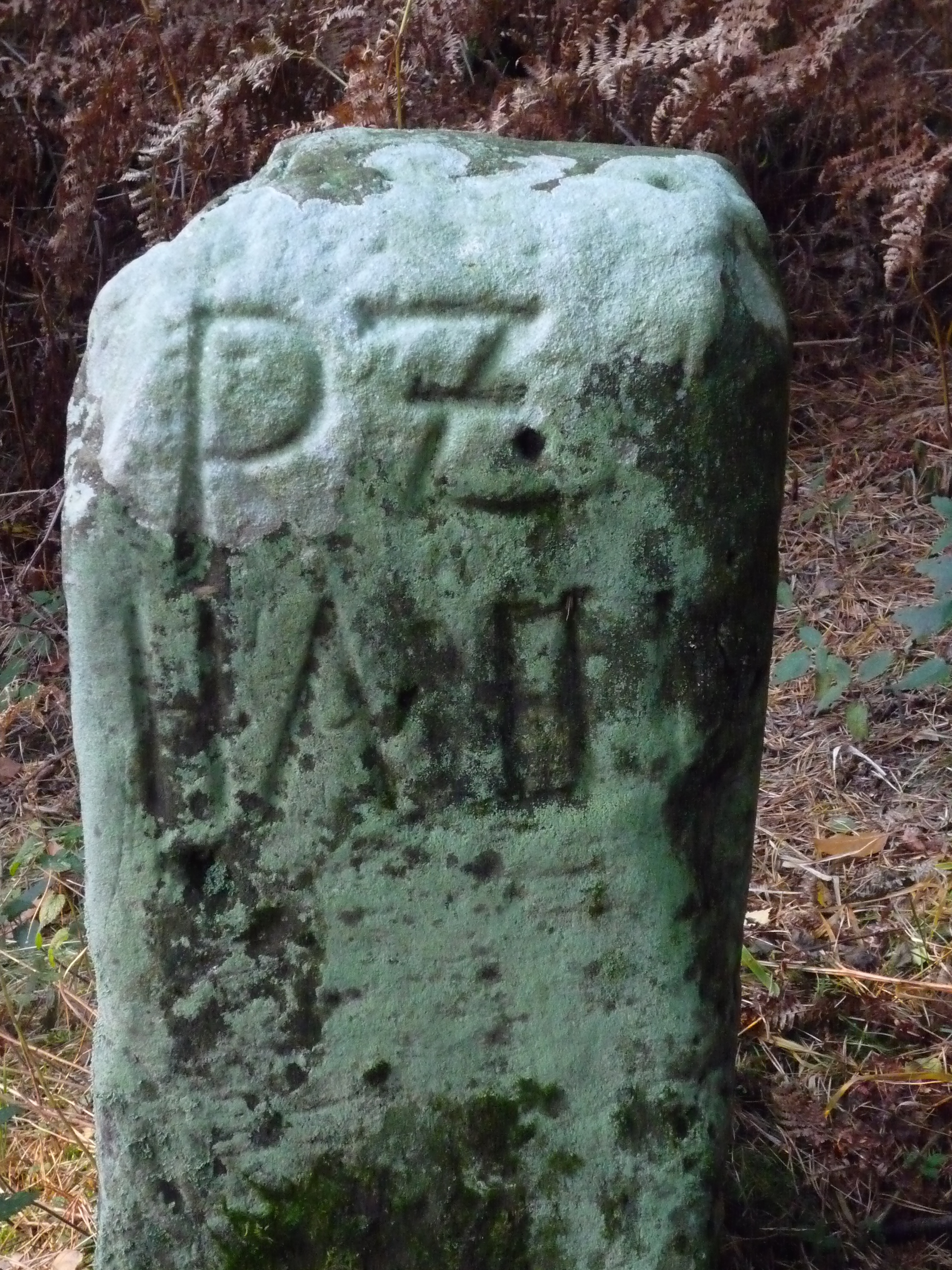
Grenzstein auf dem Kahlenberg: P(falz) Z(weibrücken) HASELL